# 云梦泽
云梦泽又稱雲夢大澤，是位于今中国湖北省江汉平原的一个已消失的淡水湖，曾为中国历史上最大的内陆水体之一，推斷面积最廣时曾有4万平方公里。今多已成為陸地，僅留零星水體如洪湖。

## 名稱來源
据《左传》、《国语》、司马相如的《子虚赋》记载，先秦时期楚国有一名为“云梦”的楚王狩猎区。云梦地域相当广阔，东部在今武汉以东的大别山麓和幕阜山麓至长江江岸一带，西部在今宜昌、宜都一线以东，包括江南的松滋、公安县一带，北面大致到随州市、钟祥、京山一带、南面以大江为缘。其中有山林、川泽等各种地理形态，并有一名为“云梦泽”的湖泊。“云梦泽”因“云梦”而得名。

## 早期云梦泽
江汉平原地势低下，河道纵横交错，湖泊星罗棋布，素有“九曲回肠”之称的荆江贯穿其中，构成典型陆上三角洲景观。在地壳下降时期形成巨大洼地，加上江水累积而成巨大湖泊。春秋时代云梦泽的主体位于今荆州市以东、江汉之间，南部以长江为界，而与江南的洞庭湖无关。
先秦时期，由于汉水和长江所带来的泥沙填充，原始地貌开始改变，云梦泽演变为平原─湖沼的地貌景观。当时云梦泽两侧有两大平原。这两大平原在春秋时代已有村落出现。秦汉时期云梦泽汉江北岸部分已化为平陆。云梦泽西部接纳了大量江水带来的泥沙，不断向东发展，形成汉江陆上三角洲。随着三角洲的扩展，土地也大量被开辟。云梦泽主体被压缩在当时的华容县境内。其东其北虽属于云梦泽，但已退化成为沼泽。随着荆江三角洲不断扩大，云梦泽整体东移，至《水经注》时代云梦泽主体已移到华容县以东，南云梦泽已被新发展的三角洲平原取代。

## 變遷與消失

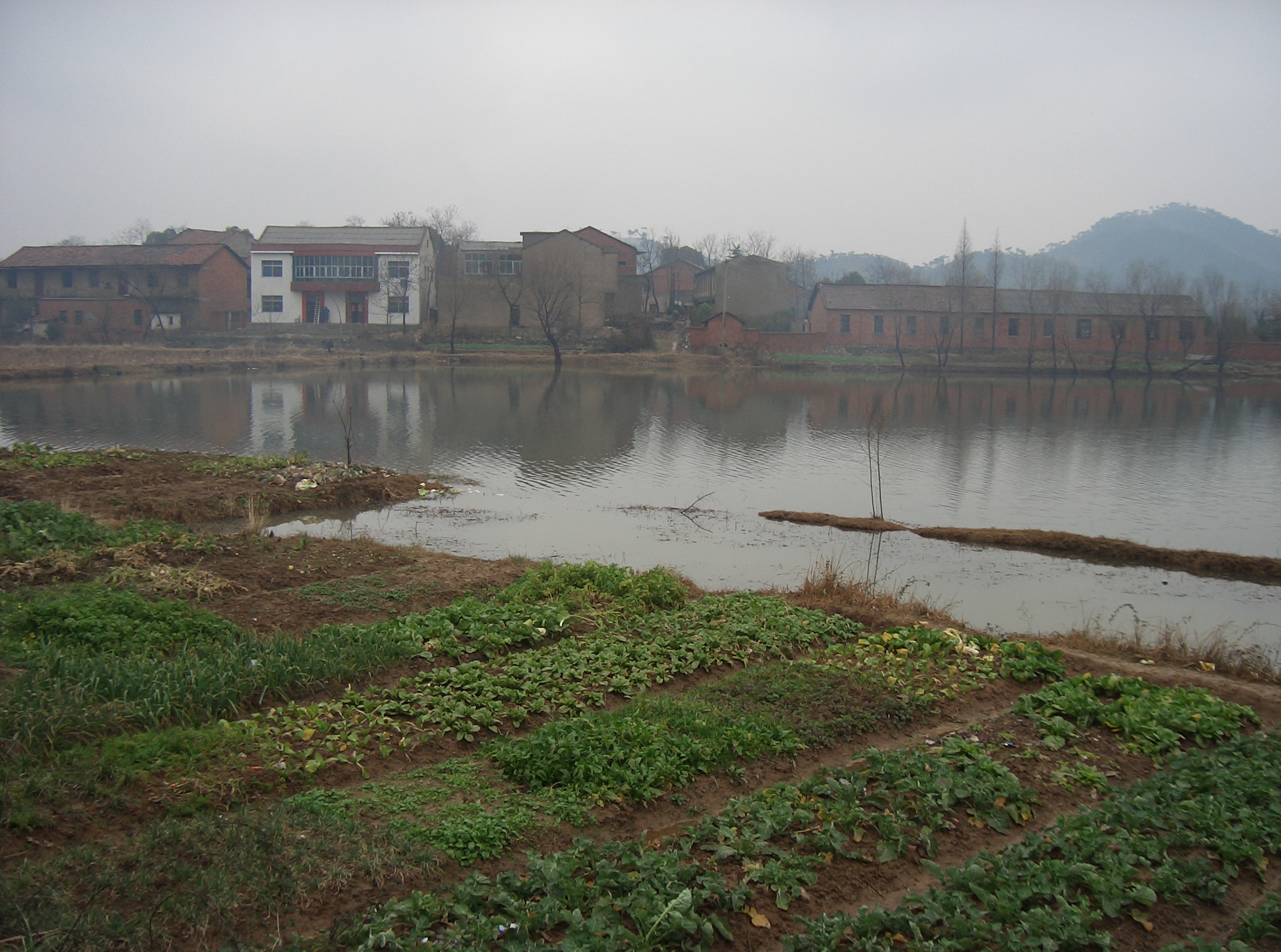
湖北雲夢大澤今已成為普通農地和零星水體交錯

6世纪时的云梦泽已被沙洲分割为许多小湖。在云杜、惠环、监利一线以东，由马骨湖（约今洪湖）、太白湖（今武汉汉阳区）等组成。可见南朝时随着江汉陆上三角洲的向东扩展，云梦泽被迫不断主体向东移到城陵矶至武汉的长江西侧泛滥平原，陆地沦为湖泽。西汉时设置在泛滥平原上的州县因此撤消。北部云梦泽演变为赤湖、离湖、船官湖、女观湖等。云梦泽的名称也伴随大面积水体的分割而消失。
南朝以后，原本已浅平的云梦泽主体在7世纪—13世纪时已淤积成平陆。太白湖已不见记载。马骨湖变成了周围仅7.5公里的小湖。宋朝太白湖中芦苇弥望，号称“百里荒”。云梦泽至此解体。
13世纪—17世纪以后荆江南岸出现了太平、调弦、藕池、松滋四口，水沙主要排向南岸。导致洪湖水面扩展，太白湖成为江汉平原上最大的浅水湖泊，范围百餘公里。清代中期后太白湖又逐渐淤塞，至光绪年间變为低洼的沼泽。1949年后成为江汉分洪区。同时江汉平原排水不畅，洪湖为积水汇聚。19世纪后，洪湖发展成为江汉平原最大湖泊。

## 影響
云梦泽的萎缩与消失给人们以很大警示。现今长江南岸的洞庭湖亦面临此命运。而江汉平原上的湖泊数量也大幅锐减。这不能不说是一个危机。如何防止湖泊的消亡与萎缩，延长湖泊的寿命，是很多生态及水文学家面临的難題。

## 相关诗词
在很多文学作品中，云梦其实就代指洞庭湖。例如：公元733年，孟浩然的《望洞庭湖赠张丞相》 “八月湖水平，涵虚混太清。气蒸云梦泽，波撼岳阳城......” ；唐代贾至的《送王员外赴长沙》
“携手登临处，巴陵天一隅。春生云梦泽，水溢洞庭湖......”

## 外部連結
[在维基数据编辑]
 《欽定古今圖書集成·方輿彙編·山川典·雲夢澤部》，出自陈梦雷《古今圖書集成》